# Sönke Möhring
Sönke Möhring (Unna, 12 de octubre de 1972) es un actor alemán, más conocido por haber interpretado a Sascha en Maddin in Love y por sus participaciones en varias películas alemanas. Sönke interpretó a Walter Frazer en la película Inglourious Basterds.

## Biografía
Su padre fue un oficial del ejército y su madre una maestra, tiene una hermana Wiebke Möhring, y dos hermanos Hauke y el actor Wotan Wilke Möhring.
Sönke puede hablar alemán, inglés, francés y ruso.

## Carrera
Sönke ha trabajado con su hermano en producciones como Echte Männer, Cowgirl, Goldene Zeiten, 3 Engel auf der Chefetage, Video Kings, Bella Block - Vorhersehung y en Hindenburg donde interpretó a Hans Hugo Erdmann.
En 2003 hizo su debut cuando obtuvo un papel en la película Anatomía 2, la secuela de Anatomía. En 2008 apareció en varios episodios de la serie Maddin in Love, donde interpretó a Sascha. En 2009 apareció en la película estadounidense Inglourious Basterds, donde interpretó al soldado raso Butz Walter Frazer.
En 2012 obtuvo un papel secundario en la película The Impossible, donde interpretó a Karl.

## Filmografía[1]

### Películas
| Año  | Título                               | Personaje                  | Notas                                                                                    |
| ---- | ------------------------------------ | -------------------------- | ---------------------------------------------------------------------------------------- |
| 2014 | Küstennebel                          | -                          | junto a Uwe Ochsenknecht, Axel Stein, Katharina Thalbach & Jytte-Merle Böhrnsen          |
| 2013 | Die letzte Fahrt                     | Jan                        | junto a Julia Jäger, Thomas Sarbacher, Heinz Baumann, Sammy Scheuritzel & Stella Kunkat  |
| 2012 | The Impossible                       | Karl                       | junto a Ewan McGregor, Naomi Watts & Dominic Power                                       |
| 2011 | Hindenburg                           | Hans Hugo Erdmann          | junto a Maximilian Simonischek, Lauren Lee Smith, Stacy Keach & Greta Scacchi            |
| 2011 | Kokowääh (Padre a la fuerza)         | Policía                    | junto a Til Schweiger, Samuel Finzi & Numan Açar                                         |
| 2011 | Rottmann schlägt zurück              | Sven                       | junto a Heino Ferch, Heikko Deutschmann, Elke Winkens & Elyas M'Barek                    |
| 2011 | Liebe und Tod auf Java               | Ernst Stahlmann            | junto a Muriel Baumeister, Francis Fulton-Smith, Michael Mendl & Julia Thurnau           |
| 2010 | Tod einer Schülerin                  | -                          | junto a Matthias Brandt & Corinna Harfouch                                               |
| 2009 | Zweiohrküken                         | Asi                        | junto a Til Schweiger, Nora Tschirner, Matthias Schweighöfer, Emma Schweiger & Ken Duken |
| 2009 | This Is Love                         | -                          | junto a Corinna Harfouch, Jens Albinus, Duyen Pham, Jürgen Vogel & Devid Striesow        |
| 2009 | Inglourious Basterds                 | Soldado Butz/Walter Frazer | junto a Brad Pitt, Diane Kruger, Michael Fassbender & Til Schweiger                      |
| 2009 | Phantomschmerz                       | Amigo en la Cena           | junto a Til Schweiger, Jana Pallaske & Stipe Erceg                                       |
| 2009 | Pretty Mama                          | Cartero                    | junto a Birge Schade, Oliver Stokowski & Hannelore Hoger                                 |
| 2008 | Staubtrocken                         | Jens                       | corto - junto a Carlo Benz, Tanja Petrovsky & Oliver Wnuk                                |
| 2008 | Freundschaften und andere Neurosen   | Taxista Filippo            | junto a Harald Krassnitzer, Christoph M. Ohrt & Ann-Kathrin Kramer                       |
| 2008 | Appassionata                         | Oficial del Ejército       | corto - junto a Sebastian Ströbel, Marcel Miller & Andreas Diekmann                      |
| 2007 | Wortbrot                             | Robert                     | junto a Julia Brendler, Sebastian Ströbel & Rike Schmid                                  |
| 2007 | Der Butler und die Prinzessin        | Agente Judicial Gilb       | junto a Walter Sittler, Esther Schweins & Jürgen Hentsch                                 |
| 2007 | Video Kings                          | Matze                      | junto a Wotan Wilke Möhring, Hendrik Arnst, Thomas Schmidt & Carolina Vera               |
| 2006 | 3 Engel auf der Chefetage            | -                          | junto a Wotan Wilke Möhring, Muriel Baumeister & Elena Uhlig                             |
| 2006 | Heiratsschwindlerin mit Liebeskummer | Paul                       | junto a Ann-Kathrin Kramer, Heikko Deutschmann, Elea Geissler & Volker Michalowski       |
| 2006 | Goldene Zeiten                       | Holgi                      | junto a Wotan Wilke Möhring, Dirk Benedict & Gennadi Vengerov                            |
| 2005 | Blindes Vertrauen                    | Jan                        | junto a Heikko Deutschmann, Esther Zimmering, Nadeshda Brennicke & Wotan Wilke Möhring   |
| 2004 | Cowgirl                              | Kläuschen Blessing         | junto a Alexandra Maria Lara, Wotan Wilke Möhring & Peter Lohmeyer                       |
| 2004 | Ein krasser Deal                     | Rudi                       | junto a Sandra Borgmann, Josef Heynert & Tom Beck                                        |
| 2003 | Echte Männer?                        | Hip Hopper                 | junto a Barnaby Metschurat, Christiane Paul & Wotan Wilke Möhring                        |
| 2003 | Anatomía 2                           | Capitán                    | junto a Ariane Schnug, August Diehl, Wotan Wilke Möhring & Herbert Knaup                 |

### Series de televisión
| Año        | Título                           | Personaje                     | Notas                                    |
| ---------- | -------------------------------- | ----------------------------- | ---------------------------------------- |
| 2016       | SOKO München                     | Armin Leitner                 | episodio "Abgezockt"                     |
| 2016       | Heldt                            | Torsten Frey                  | episodio "Sternenreise"                  |
| 2016       | Unser Traum von Kanada           | Sven Reimann                  | episodio "Sowas wie Familie" - miniserie |
| 2016       | Wilsberg                         | Gerd Ridderbusch              | episodio "Tod im Supermarkt"             |
| 2015       | Tatort                           | Roland Siebert                | episodio "Kollaps"                       |
| 2014       | Koslowski & Haferkamp            | Martin Koslowski              | 3 episodios                              |
| 2014       | Die Familiendetektivin           | Marcus Berg                   | 6 episodios                              |
| 2014       | Heiter bis tödlich - Akte Ex     | Uwe Lotze                     | episodio "Drei sind einer zuviel"        |
| 2012       | Alles Klara                      | Robert Baumann                | 10 episodios                             |
| 2012       | Klinik am Alex                   | Thomas                        | episodio "Anders als Du denkst"          |
| 2012       | Heiter bis tödlich - Alles Klara | Robert Baumann                | -                                        |
| 2012       | Die Draufgänger                  | Joey Wagner                   | episodio "Uneasy Rider"                  |
| 2012       | Stubbe - Von Fall zu Fall        | Sebastian Blaschke            | episodio "Begleiterinnen"                |
| 2008, 2012 | SOKO Leipzig                     | Joe Windisch                  | 2 episodios                              |
| 2010       | SOKO Stuttgart                   | Thomas Brockmann              | episodio "Der Verräter"                  |
| 2009       | Bella Block                      | Consultor de Seguros          | episodio "Vorsehung"                     |
| 2009       | Schillerstraße                   | Sönke                         | 2 episodios                              |
| 2008       | SOKO Wismar                      | Tilo Mühlmann                 | episodio "Genug ist genug"               |
| 2008       | Maddin in Love                   | Sascha                        | 8 episodios                              |
| 2008       | Da kommt Kalle                   | Piet Haase                    | episodio "Teurer Fund"                   |
| 2007       | Allein unter Bauern              | Jefe de Policía Bernd Innkamm | episodio "Der alte Mann und das Gewehr"  |
| 2005       | Anja & Anton                     | Veterinario                   | episodio "Das Nachtgespenst"             |